# Awraham Poraz
Awraham Poraz (hebr. אברהם פורז, ur. 9 sierpnia 1945 w Bukareszcie) – izraelski prawnik i polityk, długoletni członek Knesetu oraz minister spraw wewnętrznych w latach 2003–2004.

## Życiorys
Urodzony w Rumunii do Izraela wyemigrował jako dziecko w 1950. W czasie służby wojskowej służył w żandarmerii. Ukończył prawo na Uniwersytecie Hebrajskim w Jerozolimie.
W latach 80. zasiadał w radzie miejskiej Tel Awiwu oraz był szefem projektu, który doprowadził do uruchomienia drugiego kanału telewizji państwowej w Izraelu.

## Kariera polityczna
Początkowo swoją drogę polityczną związał z Szinui, z której ramienia został posłem w 1988 roku.
W 1992 nastąpiło zjednoczeniu partii i członkowie Szinui przystąpili do Merecu.
W kolejnych wyborach startował już jako poseł Merecu, z którego listy dostał się do parlamentu również w 1996 roku.
W 1997 na czele grupy działaczy odłączył się od Merecu ponownie tworząc Szinui i po raz czwarty dostał się do parlamentu w 1999 roku.
W wyborach w 2003 roku Szinui uzyskało 15 miejsc na 120 w Knesecie, stając się trzecią siłą, po Likudzie i Partii Pracy i weszło do koalicji rządowej, a Poraz otrzymał tekę ministra spraw wewnętrznych Izraela w rządzie Ariela Szarona. Utracił stanowisko gdy Szinui zagłosowało przeciw budżetowi w grudniu 2004 roku.
W 2006 dokonał rozłamu w Szinui tworząc partię Hetz. Partia nigdy nie dostała się do parlamentu.

## Życie prywatne
Jest żonaty, ma dwoje dzieci.